# تئاتر و همزادش
کتاب تئاتر و همزادش (به فرانسوی: Le Théâtre et son Double) مجموعه نوشتارهایی است از آنتونن آرتو دربارهٔ تئاتر که در ۱۹۳۸ منتشر شده است.
آرتو کار خود را به عنوان حمله‌ای به تفکر تئاتری رایج و اهمیت زبان درام نزد ایشان، در مخالفت با نشاط حاصل از تجربه حسی تماشاگر، در مقابل قرار دادن تئاتر در میان گونه‌ها و فرم‌های ادبی و ضرورت بیان در برابر خشنودی مخاطبان، طرح‌ریزی کرده است.
قطعه‌های مشهورتر این مجموعه شامل «شاهکارهای بیش‌تری نیست»، حمله آرتو به آن‌چه وی، نخبه‌سالاری قاعدهٔ ادبی-تئاتری بی‌ربط و از رده خارج می‌نامد و همین‌طور، تئاتر شقاوت آن‌جا که آرتو اهمیت بازگرداندن «اندیشه نوعی زبان بی‌همتا و معلق بین حرکات و تفکر» را بیان می‌کند.
این مجموعه نوشتارها امروز نیز خواندنی هستند و به صورتی قدرتمند بر فلسفهٔ کارگردانی کسانی چون پیتر بروک مؤثر بوده است.
این کتاب جزء صد کتاب برتر قرن لوموند است. این کتاب در سال ۱۳۸۳ توسط نشر قطره و با ترجمهٔ نسرین‌دخت خطاط به فارسی منتشر شده است.